# (13986) 1992 WA4
1992 دابليو أي 4 (ويعرف أيضًا باسم (13986) 1992 دابليو أي 4 وفق تسمية الكوكب الصغير) (بالإنجليزية: 1992 WA4)‏ هو كويكب ضمن حزام الكويكبات؛ وترتيبه 13986 من حيث الاكتشاف.
اكتُشف هذا الجُرم الفلكي بواسطة هيروشي كانيدا في 21 نوفمبر 1992.

## وصلات خارجية
- (13986) 1992 WA4 في قاعدة بيانات مختبر الدفع النفاث لأجرام النظام الشمسي الصغيرة

- الاكتشاف · مخطط المدار ·  العناصر المدارية · المعلمات المادية

- (13986) 1992 WA4 على موقع ويكي سكاي: DSS2, SDSS, GALEX, IRAS, Hydrogen α, X-Ray, Astrophoto, Sky Map, Articles and images